# Franciszek Dubert
Franciszek Dubert – polski agronom, profesor nauk rolniczych.

## Życiorys
W latach 1969–1971 ukończył studia chemiczne i biologiczne na Uniwersytecie Jagiellońskim, w 1978 r. obronił pracę doktorską, w 1991 r. otrzymał stopień doktora habilitowanego. W 1996 r. uzyskał tytuł profesora nauk rolniczych.
Pracował w Instytucie Fizjologii Roślin im. Franciszka Górskiego PAN.